# ساندرا (فیلم)
ساندرا (انگلیسی: Sandra؛ ایتالیایی: Vaghe stelle dell'Orsa) (ایتالیایی: ستارگان دب اکبر) فیلمی به کارگردانی لوکینو ویسکونتی است که در سال ۱۹۶۵ منتشر شد. از بازیگران آن می‌توان به مایکل کریگ و کلودیا کاردیناله اشاره کرد.
این فیلم توانست جایزهٔ شیر طلایی جشنواره فیلم ونیز را از آنِ خود کند.